# Edirne 25 Kasım Stadyumu
Edirne 25 Kasım Stadyumu (tur. Stadion 25 Listopada w Edirne) – stadion sportowy w Edirne, w Turcji. Został otwarty w 1950 roku, w miejscu gdzie dawniej mieścił się cmentarz. Obiekt może pomieścić 3600 widzów. Swoje spotkania rozgrywają na nim piłkarze klubu Edirnespor. W planach jest budowa w mieście nowego stadionu piłkarskiego, który zastąpiłby stary obiekt.